# Mistrzostwa Europy w Lekkoatletyce 1954 – bieg na 800 m kobiet

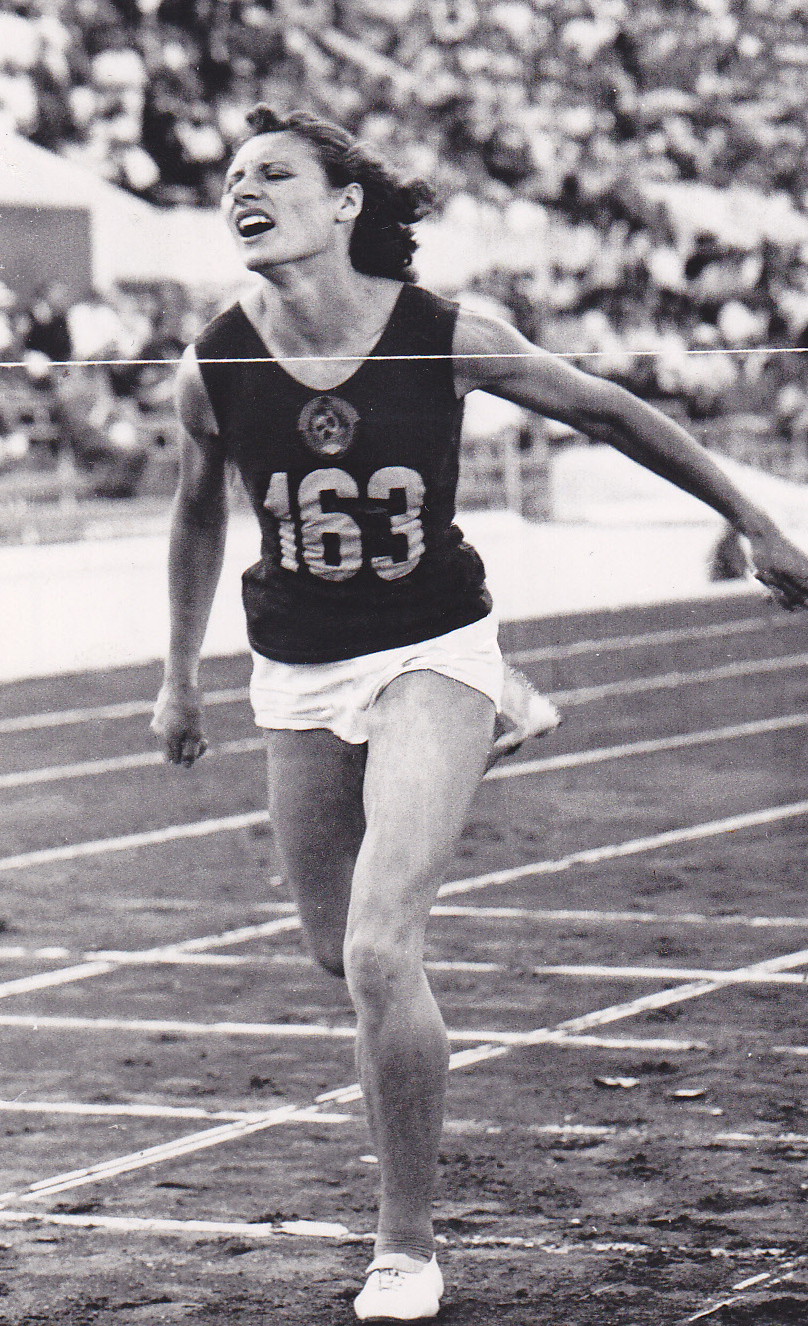
Ludmiła Szewcowa w 1960

Bieg na dystansie 800 metrów kobiet był jedną z konkurencji rozgrywanych podczas V Mistrzostw Europy w Bernie. Był to debiut tej konkurencji na mistrzostwach Europy. Biegi eliminacyjne zostały rozegrane 25 sierpnia, a bieg finałowy 27 sierpnia 1954 roku. Zwyciężczynią tej konkurencji została reprezentantka ZSRR Nina Otkalenko. W rywalizacji wzięło udział dziewiętnaście zawodniczek z jedenastu reprezentacji.

## Rekordy
| Rekord świata | Nina Otkalenko (SUN) | 2:06,6 | Kijów, ZSRR | 16.09.1954 |
| Rekord Europy | Nina Otkalenko (SUN) | 2:06,6 | Kijów, ZSRR | 16.09.1954 |

## Wyniki

### Eliminacje
Bieg 1
| Miejsce | Zawodniczka        | Czas   | Uwagi |
| ------- | ------------------ | ------ | ----- |
| 1       | Nina Otkalenko     | 2:09,9 | Q     |
| 2       | Anne Oliver        | 2:11,8 | Q     |
| 3       | Bedřiška Müllerová | 2:11,8 | Q     |
| 4       | Ágnes Oros         | 2:11,8 |       |
| 5       | Inga Nyqvist       | 2:17,2 |       |

Bieg 2
| Miejsce | Zawodniczka        | Czas   | Uwagi |
| ------- | ------------------ | ------ | ----- |
| 1       | Aranka Kazi        | 2:11,8 | Q     |
| 2       | Bożena Pestka      | 2:12,0 | Q     |
| 3       | Valerie Winn       | 2:12,4 | Q     |
| 4       | Nina Czernoszcziek | 2:12,7 |       |
| 5       | Marianne Weiß      | 2:15,6 | NR    |
| 6       | Odile Monguillon   | 2:17,3 |       |
| 7       | Maria Kessels      | 2:33,7 |       |

Bieg 3
| Miejsce | Zawodniczka        | Czas   | Uwagi |
| ------- | ------------------ | ------ | ----- |
| 1       | Ludmiła Szewcowa   | 2:08,8 | Q CR  |
| 2       | Diane Leather      | 2:08,9 | Q     |
| 3       | Anna Bácskai       | 2:12,5 | Q     |
| 4       | Claude Laurent     | 2:14,7 |       |
| 5       | Loredana Simonetti | 2:16,5 |       |
| 6       | Isolde Beichler    | 2:17,6 |       |
| 7       | Ludmila Dunst      | 2:24,7 |       |

### Finał
| Miejsce | Zawodniczka        | Czas   | Uwagi |
| ------- | ------------------ | ------ | ----- |
| 1       | Nina Otkalenko     | 2:08,8 | CR    |
| 2       | Diane Leather      | 2:09,8 |       |
| 3       | Ludmiła Szewcowa   | 2:11,2 |       |
| 4       | Aranka Kazi        | 2:11,9 |       |
| 5       | Bożena Pestka      | 2:12,6 |       |
| 6       | Valerie Winn       | 2:13,3 |       |
| 7       | Anne Oliver        | 2:13,3 |       |
| 8       | Bedřiška Müllerová | 2:13,6 |       |
| 9       | Anna Bácskai       | 2:14,6 |       |